# Leena Lander
Leena Lander, vero nome Leena Orvokki Silander (Turku, 25 ottobre 1955), è una scrittrice finlandese.

## Biografia
Nata a Turku nel 1955, Leena Lander è la scrittrice finlandese che sta ottenendo maggior successo all’estero. In Italia sono stati pubblicati da Iperborea Venga la tempesta (1999) e La casa del felice ritorno (2002).

## Opere
- Syyspastoraali, 1982
- Mikaelin kronikka, 1983
- Siipijumala, 1984
- Lankeaa pitkä varjo, 1986
- Jumalattoman kova tinki, 1987
- Purppurapurjeet, 1989
- Tummien perhosten koti, 1991
- Tulkoon myrsky, 1994
- Iloisen kotiinpaluun asuinsijat, 1997
- Käsky, 2003

### Edizioni in italiano
- Venga la tempesta ("Tulkoon myrsky", 1994, trad. it. 1999), Iperborea (ISBN 88-7091-080-6)
- La casa del felice ritorno ("Iloisen kotiinpaluun asuinsijat", 1997, trad. it. 2002), Iperborea (ISBN 88-7091-105-5)
- L'ordine ("Käsky", 2003, trad. it. 2007), Iperborea (ISBN 978-88-7091-147-3)
- La casa delle farfalle nere ("Tummien perhosten koti", 1991, trad. it. 2003), Feltrinelli